# 15020 Brandonimber
15020 Brandonimber (1998 SV105) là một tiểu hành tinh vành đai chính được phát hiện ngày 16 tháng 9 năm 1998 bởi Nhóm nghiên cứu tiểu hành tinh gần Trái Đất phòng thí nghiệm Lincoln ở Socorro.